# Bjursjön (Risinge socken, Östergötland, 651420-150881)
Bjursjön är en sjö i Finspångs kommun i Östergötland och ingår i Nyköpingsåns huvudavrinningsområde. Sjön är 3,8 meter djup, har en yta på 0,04 kvadratkilometer och är belägen 69 meter över havet.